# Емуліти
Емулі́ти (рос.эмулиты, англ. emulites, нім. Emulite n pl) — емульсійні вибухові речовини (ВР) з діаметром від 25 мм і більше, густиною 1,15—1,3 г/см3, швидкістю детонації 4,0—5,5 км/с, теплотою вибуху 3—4 тис. кДж/кг. Водостійкі. Патроновані емуліти детонують від капсуль-детонаторів або електродетонаторів.
Вважаються перспективними для обводнених свердловин та шпурів.

## Представники
• Україніт